# Nikolaj Smolenski
Nikolaj Aleksandrovitsj Smolenski (Russisch: Николай Александрович Смоленский) (11 juni 1980) is een Russische bankier en zakenman.
Hij is president van de internationale privé-bank Investbanka AD Skopje in Noord-Macedonië.
Sinds 27 juli 2004 is hij ook de eigenaar van TVR, een sportwagenfabrikant uit het Engelse Blackpool en heeft hij connecties met de Italiaanse motorfietsfabrikant Benelli.
Hij is de zoon van Alexander Smolenski, een voormalig hoofd van de Russische bank Agroprombank/SBS-Agro-Bank welke in 1998 failliet is gegaan.